# Corneliu Olar
Corneliu Olar (n. 18 aprilie 1959, Arada, Alba, România – d. 15 februarie 2022, Regiunea de dezvoltare București - Ilfov, România) a fost un politician român membru al Partidului Național Liberal. 
Corneliu Olar a fost deputat în legislaturile 2008-2012; 2016-2020; 2020-2024.